# Veracious
 (avril 2023).
Albums de Peter Hammill
Incoherence
(2004) Singularity
(2006)
Veracious est un album live de Peter Hammill en duo avec Stuart Gordon, sorti en 2006.

## Liste des titres
1. A Better Time
2. Gone Ahead
3. Driven
4. Nothing Comes
5. Amnesiac
6. Nightman
7. Like Veronica
8. Bubble
9. Easy to Slip Away
10. Primo on the Parapet
11. Shingle Song
12. A Way Out[1]